# گورستان ایرافشان
قبرستان ایرافشان در شهرستان سرباز، بخش آشار، دهستان ایرافشان، ضلع جنوبی، محدوده روستای ایرافشان واقع شده و این اثر در تاریخ ۲ مرداد ۱۳۸۷ با شمارهٔ ثبت ۲۳۰۷۵ به‌عنوان یکی از آثار ملی ایران به ثبت رسیده‌است.